# Морски вук
Атлантски сом, морски вук, атлантски вук, вуколика јегуља, или морска мачка (Anarhichas lupus) је морска риба из породице морских вукова (Anarhichadidae). Она је највећи представник своје породице. Број атлантских морских вукова се убрзано смањује због прекомерног лова и случајног улова. Атлантски вук је риба која је за људе једино опасна када се брани, да не би била извучена из воде. 
Осим због свог јединственог изгледа, он је карактеристичан због природног антифриза који синтетише да би крв одржао течном на хладним дубинама, укљученошћу оба пола у извођењу легла, и величине јаја која женка полаже. Такође има значајну улогу у контролисању популације зелене крабе (Carcinus maenas) и морских јежева (Echinoidea), који могу да наруше здравље својих станишта, ако им се дозволи да се множе неконтролисано. Здравље популације атлантског сома је такође значајан индикатор здравља популације осталих врста које обитавају на морском дну, као што је бакалар (Gadus morhua).